# Los Doce Apóstoles (Venezuela)
"Los Doce Apóstoles" fue un grupo de empresarios venezolanos cercanos al Presidente Carlos Andrés Pérez. El término fue acuñado por Pedro Duno (1975) y se volvió parte del lenguaje político venezolano.

## Miembros
El grupo incluyó a Enrique Delfino, Édgar Espejo, Concepción Quijada, Julio Pocaterra, Luis Jugo Amador, Aníbal Santeliz, Siro Febres-Cordero, Arturo Pérez Briceño, Ignacio Moreno, Pedro Tinoco y Carmelo Lauría. De los diversos clanes familiares involucrados, el Grupo Cisneros de Gustavo Cisneros fue el más exitoso para la década de 1990.

## Historia
Los vínculos entre Pérez y los apóstoles se remontan a la lucha de Pérez por la candidatura presidencial de Acción Democrática en 1973. Al carecer de una base de apoyo en el partido, Pérez se alió con empresarios por fuera de este. Tras alcanzar la presidencia, los nombres de estos empresarios aparecieron en "muchos de los contratos financieramente más lucrativos concedidos en el período 1974-78, incluyendo la Represa de Guri, Cementos Caribe (el licenciamiento de una nueva fábrica de cemento), la nueva planta de acero Zulia, el proyecto petroquímico Pentacom, y la construcción del Complejo Urbanístico Parque Central (el complejo comercial y de oficinas más grande de América del Sur para el momento), entre varios otros...".